# Panic Station
Panic Station è un singolo del gruppo musicale britannico Muse, pubblicato il 31 maggio 2013 come quarto estratto dal sesto album in studio The 2nd Law.

## Descrizione
Il brano è caratterizzato da uno stile tipicamente funk, ed è stato accostato ad alcuni brani dei Queen, in particolare Another One Bites the Dust e Under Pressure.
Inoltre si tratta del primo brano dei Muse presente in un album in studio a contenere volgarità (in precedenza altri due brani del gruppo presentavano delle volgarità, ovvero le b-side Crying Shame e Hidden Track, presenti rispettivamente nei singoli Supermassive Black Hole e Starlight).
Il 6 dicembre 2013 Panic Station ha ricevuto una candidatura ai Grammy Awards 2014 come miglior canzone rock.

## Video musicale
Il video è stato annunciato dal gruppo il 18 aprile 2013 attraverso il loro sito ufficiale ed è uscito il 22 aprile. Le riprese si sono tenute a Tokyo nel mese di marzo. Poche ore dopo, il video è stato sostituito da una versione nella quale è stata modificata la scena con il titolo della canzone: nel primo video appare la bandiera del Sol Levante, la quale ha suscitato offesa verso le due Coree e la Cina, mentre nel secondo video appare la normale bandiera giapponese. Inoltre la traduzione giapponese del titolo del brano è scritta completamente in orizzontale nel primo video, mentre nel secondo video è scritto sempre in orizzontale, ma su due righe differenti.
Il 9 maggio è stato pubblicato il lyric video del brano attraverso il canale YouTube del gruppo.

## Tracce
CD promozionale (Regno Unito)
1. Panic Station (Album Version) – 3:04
2. Panic Station (Clean Version) – 3:04
3. Panic Station (Alternate Version Mixed by Madeon) (Album Version) – 2:53
4. Panic Station (Alternate Version Mixed by Madeon) (Clean Version) – 2:53

Download digitale
1. Panic Station – 3:04
2. Panic Station (Alternate Version Mixed by Madeon) – 2:53

## Formazione
Gruppo
- Matthew Bellamy – voce, chitarra, tastiera, sintetizzatore
- Chris Wolstenholme – basso, voce, sintetizzatore
- Dominic Howard – batteria, percussioni, sintetizzatore

Altri musicisti
- Alessandro Cortini – sintetizzatori aggiuntivi
- Steve Madaio – tromba
- Charles Finday – tromba

Produzione
- Muse – produzione
- Tommaso Colliva – produzione aggiuntiva, ingegneria del suono
- Adrian Bushby – produzione aggiuntiva, ingegneria del suono
- Rich Costey – missaggio

## Classifiche
| Classifica (2012)                | Posizione massima |
| -------------------------------- | ----------------- |
| Belgio (Fiandre)                 | 19                |
| Belgio (Vallonia)                | 30                |
| Francia                          | 150               |
| Regno Unito (rock & metal)       | 4                 |
| Stati Uniti (alternative)        | 2                 |
| Stati Uniti (mainstream rock)    | 40                |
| Stati Uniti (rock & alternative) | 27                |